# Cape May
Cape May är en ort i Cape May County i USA. Den ligger på New Jerseys sydspets och hade 2020 2 768 invånare. Cape May är en badort och under somrarna kommer omkring 40-50 000 turister årligen.